# Hungria nos Jogos Olímpicos de Inverno de 2006
A Hungria mandou 19 competidores para os Jogos Olímpicos de Inverno de 2006, em Turim, na Itália. A delegação não conquistou nenhuma medalha.

## Desempenho

### Biatlo
| Atleta            | Evento               | Final     | Final | Final |
| Atleta            | Evento               | Tempo     | Pen.  | Pos.  |
| ----------------- | -------------------- | --------- | ----- | ----- |
| Zsofia Gottschall | Velocidade feminino  | 31:09.1   | 6     | 82    |
| Zsofia Gottschall | Individual feminino  | 1:08:17.3 | 8     | 80    |
| Imre Tagscherer   | Velocidade masculino | 30:38.1   | 3     | 76    |
| Imre Tagscherer   | Individual masculino | 1:05:11.1 | 7     | 78    |

### Bobsleigh
| Atleta                                                         | Evento             | Final      | Final      | Final      | Final       | Final       | Final |
| Atleta                                                         | Evento             | 1ª corrida | 2ª corrida | 3ª corrida | 4ª corrida  | Total       | Pos.  |
| -------------------------------------------------------------- | ------------------ | ---------- | ---------- | ---------- | ----------- | ----------- | ----- |
| Márton Gyulai Bertalan Pintér                                  | Duplas masculinas  | 57.25      | 57.36      | 58.40      | Não avançou | Não avançou | 29    |
| Márton Gyulai Zsolt István Kurtosi Tamás Margl Bertalan Pintér | Equipes masculinas | 56.99      | 56.73      | 56.45      | Não avançou | Não avançou | 24    |

### Esqui alpino
| Atletas       | Evento                   | Final      | Final      | Final      | Final   | Final |
| Atletas       | Evento                   | 1ª Corrida | 2ª Corrida | 3ª Corrida | Total   | Pos.  |
| ------------- | ------------------------ | ---------- | ---------- | ---------- | ------- | ----- |
| Attila Marosi | Slalom gigante masculino | 1:32.30    | 1:32.82    |            | 3:05.12 | 38    |
| Attila Marosi | Slalom masculino         | 1:07.67    | 1:02.61    |            | 2:10.28 | 42    |
| Reka Tuss     | Slalom gigante feminino  | 1:16.12    | 1:23.70    |            | 2:39.82 | 41    |
| Reka Tuss     | Slalom feminino          | 53.76      | 57.83      |            | 1:51.59 | 49    |

### Esqui cross-country
| Atleta            | Evento                          | Preliminares | Preliminares | Quartas     | Quartas     | Semifinal   | Semifinal   | Final       | Final |
| Atleta            | Evento                          | Total        | Pos.         | Total       | Pos.        | Total       | Pos.        | Total       | Pos.  |
| ----------------- | ------------------------------- | ------------ | ------------ | ----------- | ----------- | ----------- | ----------- | ----------- | ----- |
| Leila Gyenesei    | Clássico feminino               |              |              |             |             |             |             | 36:43.0     | 69    |
| Zoltán Tagscherer | Clássico masculino              |              |              |             |             |             |             | 45:20.3     | 77    |
| Zoltán Tagscherer | Velocidade individual masculino | 2:22.69      | 44           | Não avançou | Não avançou | Não avançou | Não avançou | Não avançou | 44    |

### Patinação artística
| Atleta          | Evento               | Programa curto | Programa curto | Programa longo | Programa longo | Total  | Total |
| Atleta          | Evento               | Pontos         | Pos.           | Pontos         | Pos.           | Pontos | Pos.  |
| --------------- | -------------------- | -------------- | -------------- | -------------- | -------------- | ------ | ----- |
| Júlia Sebestyén | Individual feminino  | 49.58          | 16 Q           | 79.68          | 20             | 129.26 | 18    |
| Viktória Pavuk  | Individual feminino  | 46.40          | 19 Q           | 73.45          | 23             | 119.85 | 23    |
| Zoltán Tóth     | Individual masculino | 55.07          | 24 Q           | 90.40          | 24             | 145.47 | 24    |

| Atleta                    | Evento        | Dança obrigatória | Dança obrigatória | Dança original | Dança original | Dança livre | Dança livre | Total  | Total |
| Atleta                    | Evento        | Pontos            | Pos.              | Pontos         | Pos.           | Pontos      | Pos.        | Pontos | Pos.  |
| ------------------------- | ------------- | ----------------- | ----------------- | -------------- | -------------- | ----------- | ----------- | ------ | ----- |
| Attila Elek Nóra Hoffmann | Dança no gelo | 27.53             | 19                | 44.04          | 18             | 79.90       | 16          | 149.47 | 17    |

### Patinação de velocidade em pista curta
| Atleta       | Evento           | Preliminar | Preliminar | Quartas     | Quartas     | Semifinal   | Semifinal   | Final            | Final |
| Atleta       | Evento           | Tempo      | Pos.       | Tempo       | Pos.        | Tempo       | Pos.        | Tempo            | Pos.  |
| ------------ | ---------------- | ---------- | ---------- | ----------- | ----------- | ----------- | ----------- | ---------------- | ----- |
| Peter Darazs | 500 m masculino  | 42.929     | 2 Q        | 1:01.289    | 3           | Não avançou | Não avançou | Não avançou      | 10    |
| Peter Darazs | 1000 m masculino | 1:27.929   | 3 Q        | 1:28.738    | 4           | Não avançou | Não avançou | Não avançou      | 12    |
| Peter Darazs | 1500 m masculino | 2:30.281   | 3 Q        |             |             | 2:18.348    | 4           | Final B 2:24.969 | 11    |
| Rozsa Darazs | 500 m feminino   | 1:10.558   | 3          | Não avançou | Não avançou | Não avançou | Não avançou | Não avançou      | 22    |
| Rozsa Darazs | 1000 m feminino  | 1:34.059   | 4          | Não avançou | Não avançou | Não avançou | Não avançou | Não avançou      | 21    |
| Rozsa Darazs | 1500 m feminino  | 2:42.256   | 4          | Não avançou | Não avançou | Não avançou | Não avançou | Não avançou      | 20    |
| Erika Huszar | 500 m feminino   | 46.113     | 2 Q        | 45.382      | 4           | Não avançou | Não avançou | Não avançou      | 13    |
| Erika Huszar | 1000 m feminino  | 1:36.515   | 2 Q        | 1:34.080    | 3           | Não avançou | Não avançou | Não avançou      | 11    |
| Erika Huszar | 1500 m feminino  | 2:35.920   | 2 Q        |             |             | 2:32.504    | 2 Q         | 2:25.405         | 4     |
| Viktor Knoch | 1500 m masculino | 2:23.876   | 3 Q        |             |             | 2:19.600    | 2           | 2:26.806         | 5     |

Legenda
| Recorde mundial      | Recorde mundial (World record)               |                       | Recorde africano                      | Recorde africano (African) |                                           | Q | Classificado por posição (Qualified) |
| Recorde olímpico     | Recorde olímpico (Olympic record)            | Recorde da América    | Recorde da América (Americas)         | q                          | Classificado por melhor tempo (Qualified) |   |                                      |
| Melhor marca do ano  | Melhor marca do ano (World leading)          | Recorde asiático      | Recorde asiático (Asian)              | DNS                        | Não largou (Did not start)                |   |                                      |
| Recorde nacional     | Recorde nacional (National record)           | Recorde europeu       | Recorde europeu (European)            | DNF                        | Não terminou (Did not finish)             |   |                                      |
| Recorde pessoal      | Recorde pessoal do atleta (Personal best)    | Recorde da Oceania    | Recorde da Oceania (Oceania)          | DSQ / DQ                   | Desclassificado (Disqualified)            |   |                                      |
| Recorde da temporada | Recorde da temporada do atleta (Season best) | Recorde sul-americano | Recorde sul-americano (South America) | NM                         | Sem marca (No mark)                       |   |                                      |